# Pterogrammoides
Pterogrammoides är ett släkte av tvåvingar. Pterogrammoides ingår i familjen hoppflugor.
Kladogram enligt Catalogue of Life:
| Pterogrammoides | \| \| Pterogrammoides baloghi \| \| \| \| \| \| Pterogrammoides indica \| \| \| \| \| \| Pterogrammoides longipennis \| \| \| \| \| \| Pterogrammoides poecilosomus \| \| \| \| \| \| Pterogrammoides thaii \| \| \| \| |
|                 | \| \| Pterogrammoides baloghi \| \| \| \| \| \| Pterogrammoides indica \| \| \| \| \| \| Pterogrammoides longipennis \| \| \| \| \| \| Pterogrammoides poecilosomus \| \| \| \| \| \| Pterogrammoides thaii \| \| \| \| |
|                 | Pterogrammoides baloghi |
|                 | |
|                 | Pterogrammoides indica |
|                 | |
|                 | Pterogrammoides longipennis |
|                 | |
|                 | Pterogrammoides poecilosomus |
|                 | |
|                 | Pterogrammoides thaii |
|                 | |